# James Brydges, 1.º Duque de Chandos
James Brydges, Primeiro Duque de Chandos, (Dewsall, Herefordshire, 6 de janeiro de 1673 – Cannons, 9 de agosto de 1744) foi o primeiro de catorze filhos de Sir James Brydges, 8º Barão de Chandos, 3.º Baronete do Castelo Wilton, Xerife de Herefordshire e 8.º Barão de Chandos. Três dias após a morte de seu pai, em 6 de outubro de 1714, quando ele se tornou o 9.º Barão de Chandos, ele se tornou o 1.º Visconde de Wilton e 1.º Conde de Carnarvon. Ele foi nomeado 1.º Duque de Chandos e 1.º Marquês de Carnarvon em 1719. Ele foi um membro do parlamento por Hereford de 1698 a 1714.

## Casamentos e filhos

### Primeiro casamento
Em 2 de fevereiro de 1695, Brydges casou-se com Mary Lake, filha de Sir Thomas Lake (de Cannons, Middlesex) e Rebecca Langham. Eles tiveram dois filhos que sobreviveram à infância. Ela morreu em 15 de setembro de 1712. Em 2 de fevereiro de 1695, Brydges casou-se com Mary Lake, filha de Sir Thomas Lake (de Cannons, Middlesex) e Rebecca Langham. Eles tiveram dois filhos que sobreviveram à infância. Ela morreu em 15 de setembro de 1712.
1. John Brydges, Marquês de Carnarvon (15 de janeiro de 1703 – 8 de abril de 1727)
2. Henry Brydges, 2º Duque de Chandos (1 de fevereiro 1708 – 28 de novembro de 1771)

### Segundo casamento
Após a morte de Mary, ele casou-se com Cassandra Willough em 4 de agosto de 1713. Ela era a filha de Francis Willoughby e Emma Barnard. Eles não tiveram nenhum filho. Ela morreu em 18 de julho de 1735.

### Terceiro casamento
Em 18 de abril de 1736, o Duque casou-se com Lydia Catherine Van Hatten, a filha de John Van Hatten e Lydia Davall. Eles não tiveram nenhum filho.

## Carreira
Brydges foi educado na Westminster School e New College (Oxford). Em 1694, ele foi eleito para a Royal Society.
Durante a Guerra da Sucessão Espanhola, Brydges era tesoureiro-geral das forças no estrangeiro, e nesta função ele acumulou um grande patrimônio. A ética de suas operações financeiras foram colocadas em xeque na época, mas geralmente era aceito que pessoas pudessem lucrar de cargos públicos. Ele continuou a realizar investimentos especulativos após ser nomeado Duque de Chandos em 1719, mas com menor sucesso – ele perdeu dinheiro na Bolha do Mar do Sul e na York Buildings Company.
Brydges construiu uma casa de alto valor em Cannons, uma propriedade perto de Edgware, em Middlesex. Neste local, Brydges pagou pelos serviços de vários arquitetos proeminentes do Barroco inglês. Ele começou em 1713 com William Talman, mas o dispensou em favor de John James, em 1714. James executou parcialmente seu projeto antes de James Gibbs sucedê-lo, em 1715. Howard Colvin conclui que os setores sul e leste, bem como a capela, eram projetos de Gibbs. Brydges dispensou Gibs em 1719 e terminou a casa sob a supervisão de John Price e, em 1723-25, Edward Shepherd. A mansão em Cannons foi demolida em 1747. Em seu lugar, agora incorporada à Grande Londres, situa-se o Parque Canons.
Fala-se que Brydges havia contemplado a construção de uma estrada privada através de suas próprias terras entre Cannons e sua casa nunca concluída em Cavendish Square, Londres, provavelmente também projetada por Gibbs.
Chandos era Lord-Lieutenant dos condados de Hereford e Radnorshire, e Chanceler da Universidade de St Andrews (onde ele fundou a Chandos Chair of Medicine and Anatomy, em 1721). Ele também se envolveu nos esforços para criar um lar para crianças abandonadas em Londres que iria aliviar este problema na capital. Esta caridade, chamada de Foundling Hospital, recebeu a Carta Régia em 1739, na qual o Duque é listado como um governador.
Ele serviu como um patrono para seu parente George Rodney, que mais tarde tornou-se famoso por sua vitória na Batalha de Saintes, durante o início da sua carreira na Marinha.

## Handel e Pope
O Duque é principalmente lembrado devido a suas conexões com Geroge Frideric Handel, para o qual atuou como um grande mecenas, e com Alexander Pope, que teria mal-afamado Chandos em um de seus poemas.

### Chandos e Handel
Antes de Chandos ser nomeado duque, ele empregou o jovem compositor  George Frideric Handel por um período de dois anos, 1717-18. Handel vivia em Cannons, onde ele compôs seu oratório Esther e sua ópera pastoral Acis and Galatea. Handel também compôs os Hinos de Chandos para seu patrono. Eles foram apresentados pela primeira vez na Paróquia de São Lourenço, em Little Stanmore, com o compositor tocando o órgão de 1716, que sobreviveu até os dias de hoje.
Em 1719, Chandos era um dos principais interlocutores da Royal Academy of Music, não o bem conhecido conservatório de mesmo nome, mas a corporação que produzia ópera barroca nos palcos de Londres.

### Chandos e Pope
Alexander Popel, que em seu ‘’Ensaio Moral’’ é acusado de ter ridicularizado Cannons sob o disfarce de Timon’s Villa, mais tarde referiu ao Duque “O Gracioso Chandos é amável”, mas Jonatham Swift, com menos cortesia, chamou-o de “um grande reclamador com toda a corte”. O poeta foi caricaturado por William Hogarth por sua suposta subserviência a Chandos. Pope publicou uma negação de sua suposta sátira da propriedade do Duque, na qual ele disse que a propriedade do poema “difere em todos os aspectos da de Chandos”. De acordo com o biógrafo de Pope Maynard Mack, Chandos mais tarde assegurou a Pope, por carta, que acreditava nele, ou seja, que seu ensaio não visava ser uma sátira a sua propriedade. A malícia, na verdade, estaria não da parte de Pope, mas dos insinuadores e caluniadores, os escritores que Pope havia ridicularizado como ignorantes em seu Dunciad. Mack considera o caso uma “falsidade que causou dano considerável ao caráter de Pope”.

## Após sua morte
Chandos foi enterrado em São Lourenço, Whitchurch, ao lado de suas duas primeiras esposas. Sua terceira esposa, que morreu após sua morte, foi movida para Shaw House, Berkshire.
Ele foi sucedido por seu filho, Henry Brydges, 2º Duque de Chandos, que encontrou a propriedade tão endividada que uma demolição teve de ocorrer em 1747, que dispersou o mobiliário e elementos estruturais, o que levou a muitos móveis de Cannons sobreviverem em algumas casas de campo inglesas, com destaque para a casa de Lord Foley, a Witley Court em Great Witley, e sua capela (finalizada em 1735 – pinturas no teto de Antonio Bellucci e vitrais de Joshua Price de York, depois de projetos de Francesco Sleter). O púlpito e outros acessórios da capela de Chandos foram reinstalados na Paróquia da de Fawley, Buckinghamshire por John Freeman da Fawley Court.